# Archachatina marginata
O Caramujo Gigante da África Ocidental ou caracol raspa-banana (Archachatina marginata) é uma espécie de caramujo terrestre tropical que respira ar, um molusco gastrópode pulmonado terrestre da família Achatinidae. Eles podem crescer até cerca de 20 centímetros e viver cerca de 10 anos ou mais.

## Distribuição

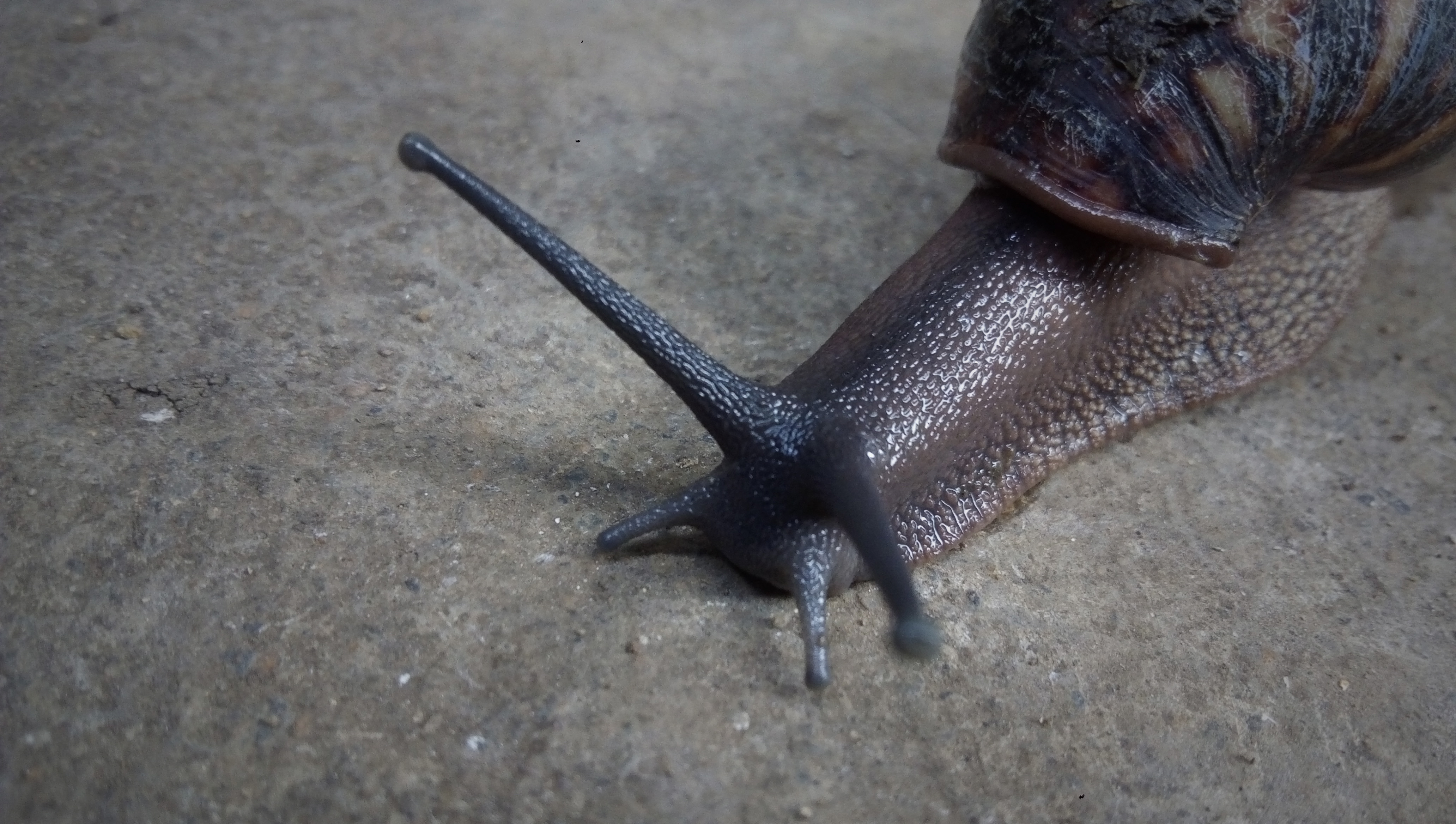
Foto de um Caramujo Gigante da África Ocidental encontrado em Camarões

Esta espécie ocorre na África Ocidental (Camarões até a República Democrática do Congo) e o Caribe (Martinique). Como a espécie chegou até Martinique é desconhecido, mas ela pode ter sido intencionalmente introduzida como bichos de estimação ou por trabalhadores voltando da África Ocidental.
A propagação natural desta espécie é bem lenta; porém, propagação não-intencional por indivíduos para uso em alimentos e medicina popular é bem comum. A USDA rotineiramente checa pela espécie nas bagagens de viajantes vindo da África Ocidental, particularmente da Nigéria, Gana e Camarões.
A espécie ainda não se estabeleceu nos Estados Unidos, mas ela representa uma séria ameaça como uma peste, uma espécie negativa que poderia negativamente afetar a agricultura, ecossistemas naturais, saúde humana ou comércio. Por esse motivo, essa espécie pode causar quarentenas nos Estados Unidos.

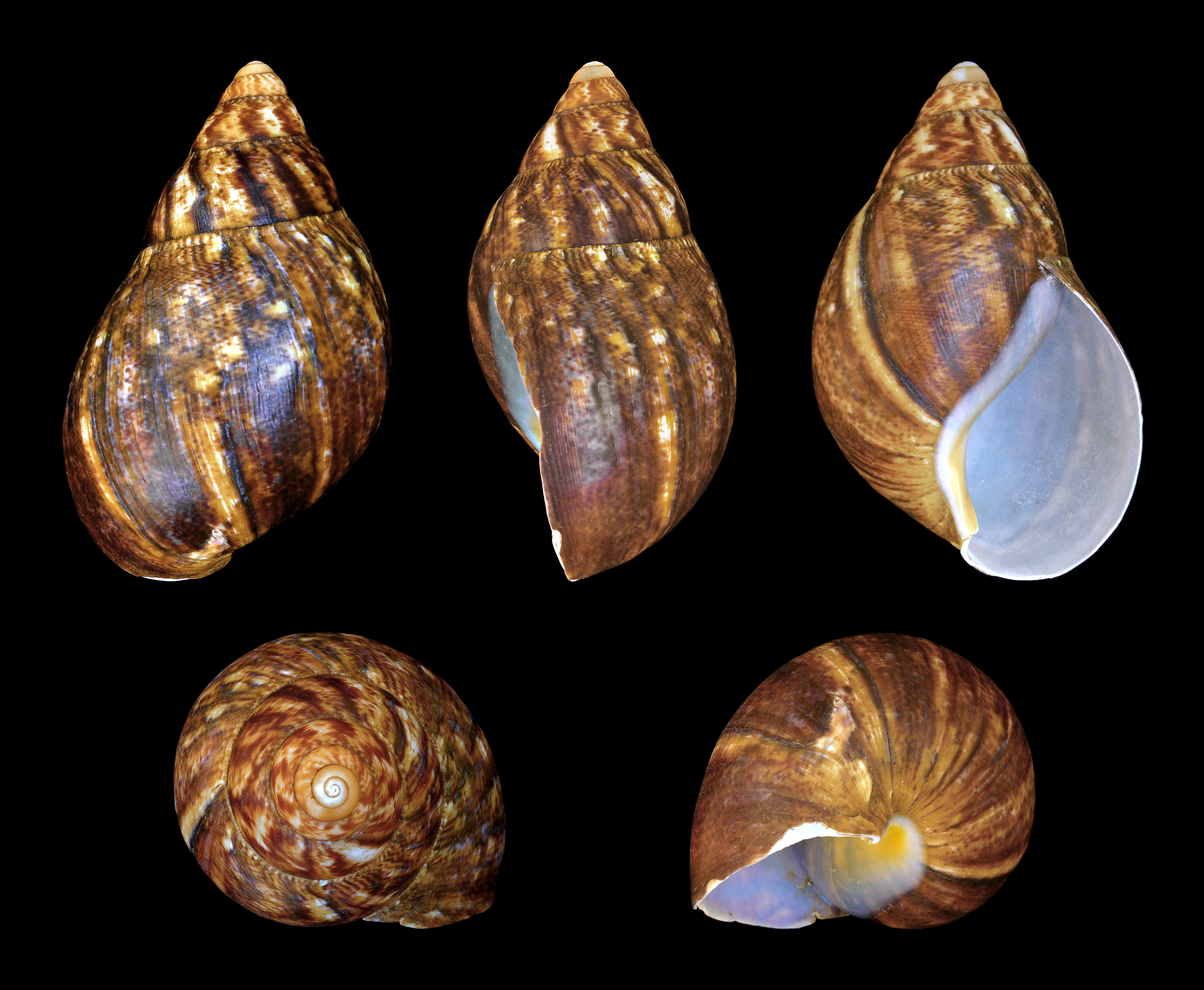
Archachatina marginata var. ovum (Pfeiffer, 1858)

## Descrição

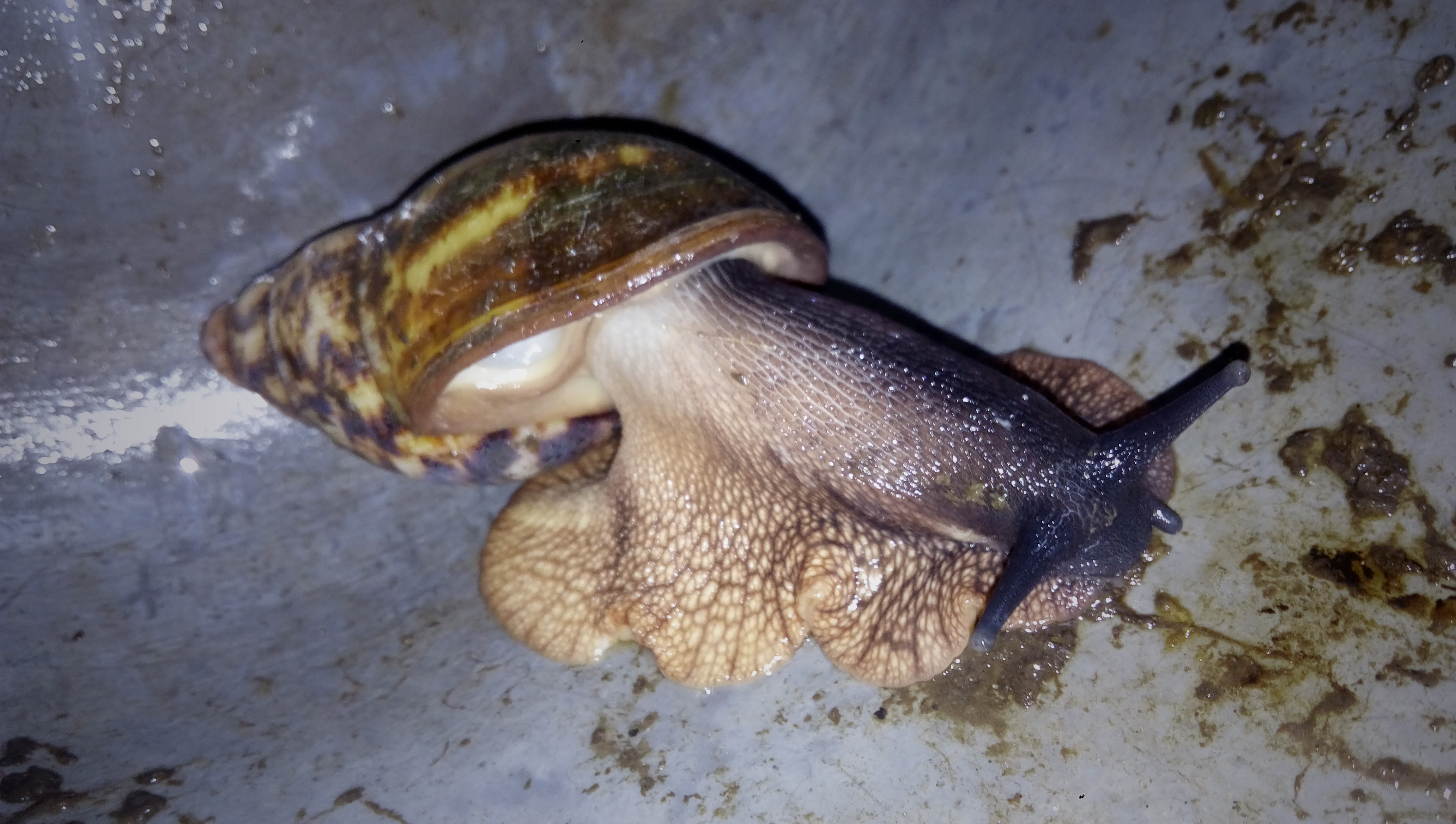
Visão completa de um caracol gigante da África Ocidental encontrado em Camarões

O caramujo tem uma protoconcha redonda, larga e extensa, com o lábio exterior, columela e parede parietal brancos ou branco-azulados. A concha do caramujo pode crescer até 21 centímetros em altura, e 13 centímetros em diâmetro. A concha, quando ampliada, tem uma aparência de tecido.

### Espécie invasiva
O caracol se alimenta com uma variedade de plantas, incluindo frutos economicamente importantes, como bananas, alface, amendoim e ervilhas. Também há um possível risco para a saúde pública com o espalhamento de caracóis como uma espécie invasiva: eles podem carregar verme de rato, que causa angiostrongilíase, que, em sua vez, é a forma mais comum de meningite eosinofílica ou meningoencefalite eosinofílica. Se o caramujo continuar a se espalhar, ele poderia se tornar um problema para a saúde das pessoas da América do Norte, da Cuba até os Estados Unidos.  Porém, a proliferação na América do Norte se limita às latitudes sul, que têm um clima mais favorável para o caracol.
Pelas razões acima, manter achatinas como animais de estimação na América do Norte é um assunto controverso, além da proliferação de outras espécies invasivas para os Estados Unidos. Subsequentemente, até o Canadá apresenta restrições na importação e cuidado dessa espécie, mesmo que não haja ameaça de espalhamento invasivo, pois o clima seria letal para indivíduos que fugiram.

## Ecologia
Achatinídeos são moradores noturnos da floresta, mas podem se acostumar em habitats perturbados. Eles preferem habitats escondidos, e se superpopulação ocorrer, eles podem colonizar habitats mais abertos. Em períodos de alta umidade, achatinídeos são mais ativos, mas é mais fácil os encontrar na luz do dia se houver alta densidade populacional.

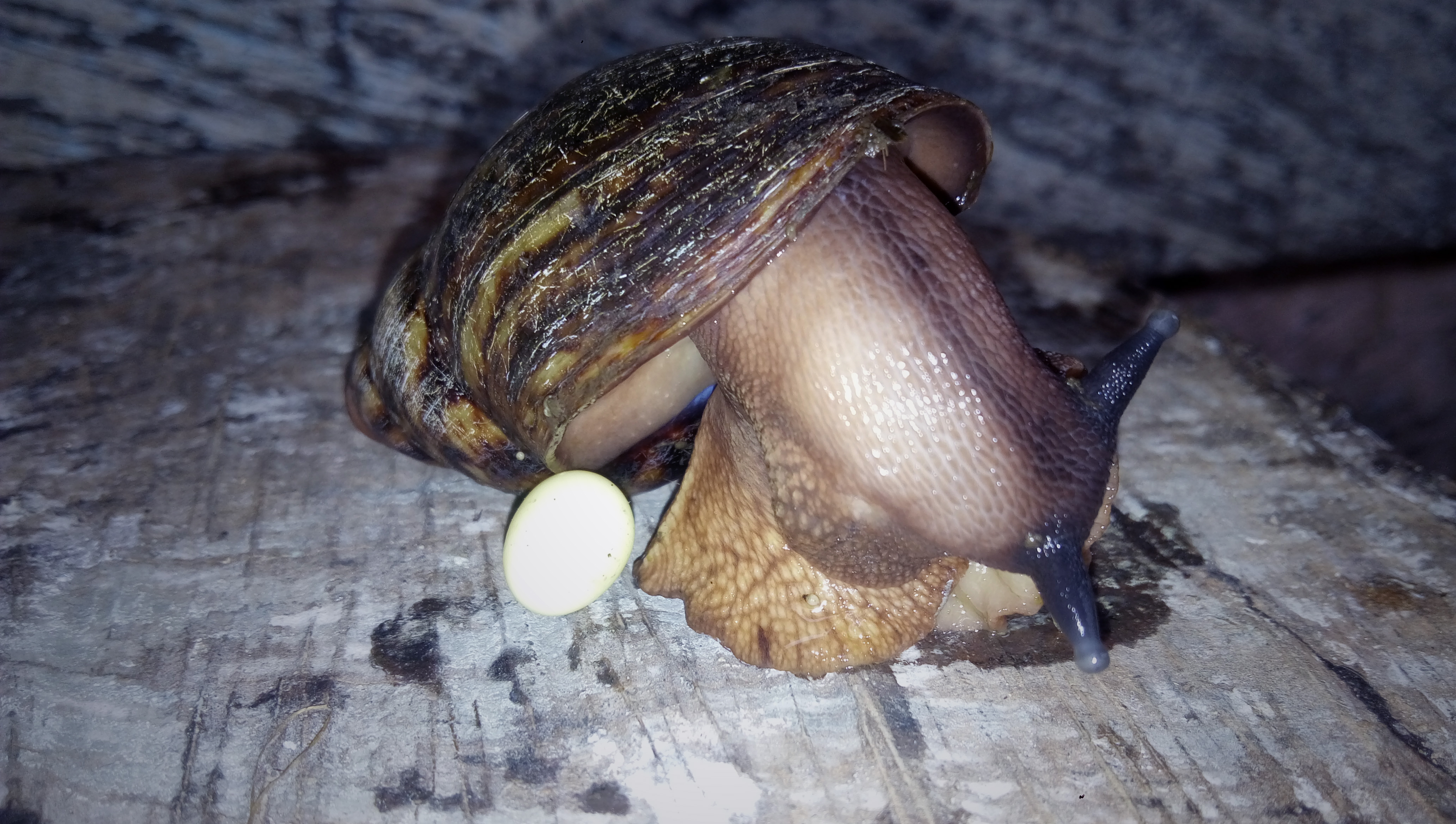
Caracol gigante africano depois de botar um ovo em Camarões

Os ovos dos achatinídeos geralmente são postos no solo, mas podem ser encontrados embaixo de folhas ou rochas. Eles produzem até 40 ovos, que são amarelos em cor com manchas pretas, e seu período de incubação é de cerca de 40 dias.

## Dieta
Os caramujos comem durante o dia, mas preferem se alimentar durante a noite. Indivíduos selvagens são conhecidos por comerem mais de 500 espécies de plantas. Caramujos domesticados geralmente consumem alimentos altos em proteína e baixos em gordura. Estudos em caracóis domesticados mostraram que excrementos de aves se mostraram o alimento mais efetivo para auxiliar ambos no crescimento e ganho de peso. Individuais captivos são facilmente alimentados com uma variedade de frutas e vegetais, incluido tomate, alface e pepino (por mais que estes não possuam muito valor nutricional), feijões, abóbora, banana e mais. Estes indivíduos também devem ser suplementados com uma fonte de cálcio e outras vitaminas (como ossos de siba, tenébrios desidratados, etc.)

## Sistema nervoso
No sistema nervoso de seu organismo, os dois principais tipos de nervos são os nervos paliais e viscerais. Os nervos paliais são os tópicos da maioria dos estudos científicos. Nervos viscerais são separados entre o nervo visceral principal e o nervo visceral retal. O nervo visceral principal está nas costas do caramujo e se conecta a um largo grupo de células nervosas para transmitir informações ao corpo. O nervo visceral retal começa mais abaixo do visceral principal e se extende por um curto período antes de se ramificar próximo ao reto.
O calor pode estimular reações no Caramujo Gigante da África Ocidental como resultado do sistema nervoso do caramujo. O nervos produzem fibras responsivas ao calor quando a temperatura escede os 25°C e produzem fibras responsivas ao frio quando a temperatura cai abaixo de 19°C. A temperatura ideal para essa espécie é de entre 13° e 32°C.

## Subespécies
- A. m. var. ovum
- A. m. var. suturalis
- A. m. var. egregia
- A. m. var. eduardi
- A. m. var. candefacta
- A. m. var. grevillei
- A. m. var. icterica